# Clici (fill d'Urà)
Segons la mitologia grega, Clici (en grec antic: Κλυτίος) va ser un gegant, fill d'Urà i de Gea.
El va matar Hefest, o segons altres, Hècate a cops de torxa durant la gigantomàquia.